# Francine Simpson
Francine Simpson (ur. 1 listopada 1989) – jamajska lekkoatletka specjalizująca się w skoku w dal.
W 2013 zdobyła złoto na mistrzostwach Ameryki Środkowej i Karaibów. Medalistka mistrzostw Jamajki oraz mistrzostw NCAA.
Rekordy życiowe: stadion – 6,67 (4 maja 2013, Waco); hala – 6,59 (23 lutego 2013, Ames).

## Osiągnięcia
| Rok  | Impreza                                  | Miejsce  | Lokata      | Wynik |
| ---- | ---------------------------------------- | -------- | ----------- | ----- |
| 2011 | Mistrzostwa Ameryki Środkowej i Karaibów | Mayagüez | 10. miejsce | 5,94  |
| 2013 | Mistrzostwa Ameryki Środkowej i Karaibów | Morelia  | 1. miejsce  | 6,49  |
| 2013 | Mistrzostwa świata                       | Moskwa   | –           | NM    |